# Kid Crème
Kid Crème (* 1974 in Brüssel; eigentlich: Nicolas Scaravilli) ist ein italienischer House-DJ und Produzent.

## Karriere
Seine musikalischen Anfänge machte Kid Crème mit Hip-Hop und Breakbeat. Im Alter von 19 Jahren kam er schließlich zur Housemusik. Bald lernte er Junior Jack kennen, mit dem er seither viele Remixe und einige Singles produzierte.
Seine erste Produktion unter dem Namen Kid Crème war Austin’s Groove im Jahre 2000. Der Songtitel ist eine Referenz auf die Hauptperson der amerikanischen Fernsehserie Der Sechs-Millionen-Dollar-Mann Steve Austin, die von Lee Majors gespielt wurde. Im folgenden Jahr produzierte Kid Crème einen Remix von Shakedowns At Night. Der Remix wurde ein großer Erfolg und führte schließlich dazu, dass ihn Kylie Minogue anfragte, ihren Song Love at First Sight zu remixen.
2003 erschien die Single Hypnotising, eine Coverversion von Do It To the Music der Band Raw Silk, auf dem Label Positiva Records. Die Single erreichte Platz 31 in den britischen Singlecharts.

## Diskografie

### Singles
- 2000: Austin’s Groove (feat. Shawnee Taylor)
- 2001: Private Tools
- 2003: Down and Under (feat. MC Shurakano)
- 2003: Hypnotising (feat. Charlise)
- 2004: Doing My Own Thing (feat. Shurakano)
- 2004: Everybody
- 2006: The Game (feat. Bashiyra)
- 2020: How To Love Me (feat. Joyln Petch)
- 2020: Funk Particle
- 2022: Austin's Groove - Edit
- 2022: Clap Your Hands - Edit
- 2022: Down And Under - Edit (feat. MC Shurakano)

### Remixes
- 2001: At Night (Shakedown)
- 2002: Thrill Me (Junior Jack)
- 2002: Love at First Sight (Kylie Minogue)
- 2003: You Will (Miss Me) (Pique & Nique)
- 2004: Inside all the People (Planet Funk)
- 2022: Just Can't Wait (Sam Redmore, Lumi HD)
- 2023: Bateu Blanc (Flush)